# Soviac
Soviac är en electrogrupp bestående av Gunnar Lindstedt på gitarr och sång, Markus Wold på trummor och Catharina Breineder på sång och bas. Bandet formades i Eskilstuna 1997 ur nedlagda 'play dough' med avsikten att spela aggressiv slammer-hardcore, men har utvecklats till en numera ganska renodlad electro. 
Bandet har släppt tre album, det senaste Hello Bunny (2007). Skivan har fått sitt namn efter Gunnar Lindstedts och hans fru Josefine Bolanders dotter Bonnie som föddes strax efter skivsläppet (13 juli 2007). Josefine Bolander ligger även bakom videon till låten Ogashaga.